# Мото Гран-Прі Малайзії
Мо́то Гран-Прі Мала́йзії — етап змагань чемпіонату світу із шосейно-кільцевих мотогонок MotoGP, що відбувається на автомотодромі «Сепанг», розташованому в однойменному місті у Малайзії.

## Історія

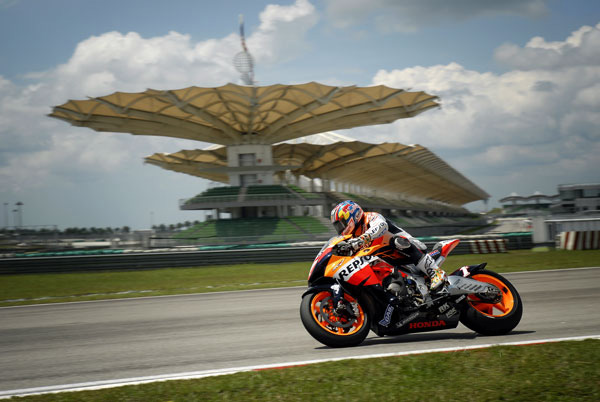
Нікі Хейден на Гран-Прі Малайзії

Мото Гран-Прі Малайзії проводиться з 1991 року. З моменту проведення першого етапу до 1997 року змагання проводились на автомотодромі «Шах Алам», в 1998 році пройшли на трасу «Джохор»; а з 1999 року і дотепер проводяться на «Сепангу».
Під час проведення Гран-прі Малайзії в 2011 році на другому колі гонки смертельної аварії зазнав італійський гонщик Марко Сімончеллі.

## Відвідуваність
Гран-Прі Малайзії є одним з трьох етапів, що відбуваються в Азії (два інших: Гран-Прі Катару та Японії). Вартість вхідних квитків є найнижчою серед всіх гонок сезону — найдешевший квиток у сезоні 2013 року коштував 8 €, тоді як вхід на Гран-Прі Австралії коштував мінімум 78 €. Зважаючи на це, а також на велику популярність мототехніки в Азії, Гран-Прі Малайзії є одним із найвідвідуваніших етапів у календарі чемпіонату MotoGP. Наприклад, у сезоні 2012 року його відвідали за три дні змагань понад 125 тис. глядачів.

## Статистика

### Переможці Мото Гран-Прі Малайзії
Найчастіше тут перемагав Валентіно Россі — 7 разів, Макс Бьяджі та Мік Дуейн — по 5 разів. Кейсі Стоунер, Дані Педроса і Лоріс Капіроссі здобували у Малайзії перемоги у всіх трьох класах.
Серед виробників рекорд перемог належить Honda — 26 перших місць.
| Сезон | Moto3               | Moto3    | Moto2             | Moto2    | MotoGP                 | MotoGP          | Звіт |
| Сезон | Гонщик              | Виробник | Гонщик            | Виробник | Гонщик                 | Виробник        | Звіт |
| ----- | ------------------- | -------- | ----------------- | -------- | ---------------------- | --------------- | ---- |
| 2016  | Франческо Багная    | Mahindra | Йоан Зарко        | Kalex    | Андреа Довіціозо       | Ducati          | Звіт |
| 2015  | Мігел Олівейра      | KTM      | Йоан Зарко        | Kalex    | Дані Педроса           | Honda           | Звіт |
| 2014  | Ефрен Васкес        | Honda    | Маверік Віньялес  | Kalex    | Марк Маркес            | Honda           | Звіт |
| 2013  | Луї Салом           | KTM      | Естів Рабат       | Kalex    | Дані Педроса           | Honda           | Звіт |
| 2012  | Сандро Кортезі      | KTM      | Алекс де Анджеліс | FTR      | Дані Педроса           | Honda           | Звіт |
| Сезон | 125cc               | 125cc    | Moto2             | Moto2    | MotoGP                 | MotoGP          | Звіт |
| Сезон | Гонщик              | Виробник | Гонщик            | Виробник | Гонщик                 | Виробник        | Звіт |
| 2011  | Маверік Віньялес    | Aprilia  | Томас Люті        | Suter    | Гонка відмінена        | Гонка відмінена | Звіт |
| 2010  | Марк Маркес         | Derbi    | Роберто Ролфо     | Suter    | Валентіно Россі        | Yamaha          | Звіт |
| Сезон | 125cc               | 125cc    | 250cc             | 250cc    | MotoGP                 | MotoGP          | Звіт |
| Сезон | Гонщик              | Виробник | Гонщик            | Виробник | Гонщик                 | Виробник        | Звіт |
| 2009  | Хуліан Сімон        | Aprilia  | Хіросі Аояма      | Honda    | Кейсі Стоунер          | Ducati          | Звіт |
| 2008  | Габор Талмаші       | Aprilia  | Альваро Баутіста  | Aprilia  | Валентіно Россі        | Yamaha          | Звіт |
| 2007  | Габор Талмаші       | Aprilia  | Хіросі Аояма      | KTM      | Кейсі Стоунер          | Ducati          | Звіт |
| 2006  | Альваро Баутіста    | Aprilia  | Хорхе Лоренцо     | Aprilia  | Валентіно Россі        | Yamaha          | Звіт |
| 2005  | Томас Люті          | Honda    | Кейсі Стоунер     | Aprilia  | Лоріс Капіроссі        | Ducati          | Звіт |
| 2004  | Кейсі Стоунер       | KTM      | Дані Педроса      | Honda    | Валентіно Россі        | Yamaha          | Звіт |
| 2003  | Дані Педроса        | Honda    | Тоні Еліас        | Aprilia  | Валентіно Россі        | Honda           | Звіт |
| 2002  | Арно Вінсен         | Aprilia  | Фонсі Ньєтто      | Aprilia  | Макс Бьяджі            | Yamaha          | Звіт |
| Сезон | 125cc               | 125cc    | 250cc             | 250cc    | 500cc                  | 500cc           | Звіт |
| Сезон | Гонщик              | Виробник | Гонщик            | Виробник | Гонщик                 | Виробник        | Звіт |
| 2001  | Йоуїчі Уї           | Derbi    | Дайдзіро Като     | Honda    | Валентіно Россі        | Honda           | Звіт |
| 2000  | Роберто Локателлі   | Aprilia  | Шінья Накано      | Yamaha   | Кенні Робертс молодший | Suzuki          | Звіт |
| 1999  | Масао Азума         | Honda    | Лоріс Капіроссі   | Honda    | Кенні Робертс молодший | Suzuki          | Звіт |
| 1998  | Нобору Уеда         | Honda    | Тетсуя Харада     | Aprilia  | Мік Дуейн              | Honda           | Звіт |
| 1997  | Валентіно Россі     | Aprilia  | Макс Бьяджі       | Honda    | Мік Дуейн              | Honda           | Звіт |
| 1996  | Стефано Перуджині   | Aprilia  | Макс Бьяджі       | Aprilia  | Лука Кадалора          | Honda           | Звіт |
| 1995  | Гаррі МакКой        | Honda    | Макс Бьяджі       | Aprilia  | Мік Дуейн              | Honda           | Звіт |
| 1994  | Нобору Уеда         | Honda    | Макс Бьяджі       | Aprilia  | Мік Дуейн              | Honda           | Звіт |
| 1993  | Дірк Родіс          | Honda    | Нобуатсу Аокі     | Honda    | Вейн Рейні             | Yamaha          | Звіт |
| 1992  | Алессандро Граміньї | Aprilia  | Лука Кадалора     | Honda    | Мік Дуейн              | Honda           | Звіт |
| 1991  | Лоріс Капіроссі     | Honda    | Лука Кадалора     | Honda    | Джон Кочінські         | Yamaha          | Звіт |

### Список мотогонщиків, які загинули під час Гран-Прі Малайзії
| Дата       | Гонщик           | Клас   |
| ---------- | ---------------- | ------ |
| 23.10.2011 | Марко Сімончеллі | MotoGP |